# Allium pruinatum
Allium pruinatum — вид трав'янистих рослин родини амарилісові (Amaryllidaceae), поширений у Португалії й південно-західній Іспанії.

## Опис
Цибулини 8–16 × 6–13 мм, ± яйцеподібні, поодинокі, з 1–3 цибулинами 6–7 × 4–5 мм; зовнішні оболонки сіруватого кольору. Стебло 19–50 см, має круглий переріз. Листків 2–4, розташовані вздовж нижньої третини стебла, голі, без черешка; пластина 13–17 × 0.04–0.07(0.10) см, лінійна, циліндрична. Суцвіття 12–25 × 13–24 мм, кулясті або півсферичні, щільні, 16–39-квіткові. Листочки оцвітини яйцеподібні, гострі, зовнішні пурпурові, внутрішні дещо світліші. Насіння чорне. 2n = 16.

## Поширення
Поширений у Португалії й південно-західній Іспанії.
Зростає в лісах, сільськогосподарських угіддях, необроблених полях, у внутрішніх водах та на міських територіях. Також був зафіксований у ксерофітних лісах, соснових лісах із піщаним ґрунтом, насадженнях із пробкових дубів, ущелинах та вапняках.

## Загрози й охорона
Хоча конкретних загроз у Португалії не зафіксовано, частина населення трапляється в районах, де туризм та міська експансія були інтенсивними.
Активно не зберігається, хоча історично цей вид був зафіксований щонайменше у чотирьох заповідних районах.